# Comuna Rozanivka, Novîi Buh
Rozanivka (în ucraineană Розанівка) este o comună în raionul Novîi Buh, regiunea Mîkolaiiv, Ucraina, formată din satele Novoantonivka și Rozanivka (reședința).

## Demografie
Componența lingvistică a comunei Rozanivka
     Ucraineană (93%)
     Română (4,16%)
     Rusă (1,75%)
     Alte limbi (1,1%)
Conform recensământului din 2001, majoritatea populației comunei Rozanivka era vorbitoare de ucraineană (93%), existând în minoritate și vorbitori de română (4,16%) și rusă (1,75%).